# Caliente (Nevada)
Caliente – miasto w hrabstwie Lincoln w Nevadzie. W roku 2000 liczba mieszkańców wynosiła 1123. Nazwa jest zapożyczeniem z języka hiszpańskiego słowa calor (gorąco).

## Geografia
Dokładna lokalizacja 37°36′55″N, 114°30′51″W. Całkowita powierzchnia miasta wynosi 4,8 km².